# Stunt Records
Stunt Records is een Deens platenlabel voor mainstream-jazz, opgericht in 1983. De muziek die erop uitkomt varieert van vocale jazz tot Braziliaanse folklore en fusion. Het is een onderdeel van Sundance Music, dat gevestigd is in Kopenhagen.
Musici die op het label uitkwamen zijn onder meer Jesper Bodilsen, Josefine Cronholm, Mulgrew Miller, Stefan Pasborg, Chuck Israels, Jens Winther, George Garzone, Scott Hamilton, Hanne Boel, Ed Thigpen, Marilyn Mazur, Eliel Lazo, Thomas Clausen, Jesper Thilo, Etta Cameron, Hans Ulrik, Nikolaj Hess, Katrine Madsen, Søren Siegumfeldt, Lelo Nika, Horace Parlan, Ibrahim Electric, Thomas Fryland, een trio met Sam Rivers, Bob Rockwell en Emil de Waal.